# Malva wigandii
Malva wigandii là một loài thực vật có hoa trong họ Cẩm quỳ. Loài này được (Alef.) M.F. Ray mô tả khoa học đầu tiên năm 1998.